# Fifteen Minutes: A Tribute to The Velvet Underground
Fifteen Minutes: A Tribute to the Velvet Underground bylo album, vydané ve Spojeném království v roce 1994. Album se skládá ze skladeb skupiny The Velvet Underground v provedení novějších skupin. Všechny skladby se již dříve objevily na albu Heaven & Hell - A Tribute to The Velvet Underground.

## Seznam skladeb
| Pořadí | Název                    | Interpret           | Délka |
| ------ | ------------------------ | ------------------- | ----- |
| 1.     | Here She Comes Now       | Nirvana             |       |
| 2.     | Jesus                    | Swervedriver        |       |
| 3.     | Stephanie Says           | Lee Ranaldo         |       |
| 4.     | All Tomorrow's Parties   | Buffalo Tom         |       |
| 5.     | I'm Set Free             | New F.A.D.S.        |       |
| 6.     | Lady Godiva's Operation  | Fatima Mansions     |       |
| 7.     | Sunday Morning           | James               |       |
| 8.     | Ocean                    | Eleventh Dream Day  |       |
| 9.     | Foggy Notion             | Echo & the Bunnymen |       |
| 10.    | What Goes On             | Screaming Trees     |       |
| 11.    | She's My Best Friend     | The Wedding Present |       |
| 12.    | I Heard Her Call My Name | Half Japanese       |       |
| 13.    | Pale Blue Eyes           | The Mock Turtles    |       |
| 14.    | European Son             | Ride                |       |